# Benthomangelia brevis
Benthomangelia brevis é uma espécie de gastrópode do gênero Benthomangelia, pertencente a família Mangeliidae.